# Marzocco
Durante el establecimiento de la República de Florencia, el Marzocco era un símbolo del poder popular.

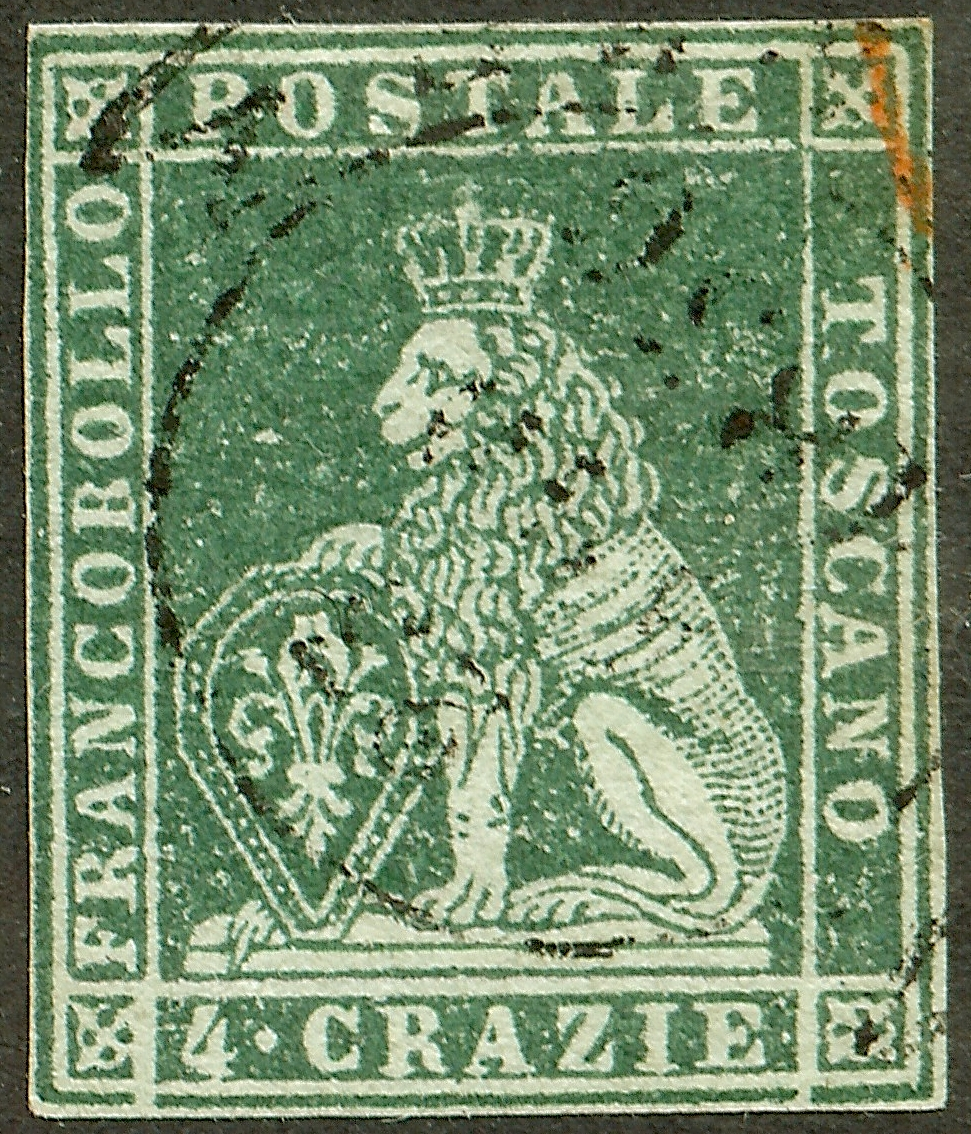
Marzocco en la edición filatélica del Granducato di Toscana (1851)

El término, heráldicamente, se refiere a un león que protege el lis de Florencia con la zarpa. Una de las esculturas más célebres que reproduce este tema es el Marzocco de Donatello, conservado en el Museo del Bargello.
En la provincia de Florencia el símbolo se utiliza mucho como decoración de pórticos y cancelas.